# Eckart Lohse
Eckart Lohse (* 10. März 1963 in Göttingen) ist ein deutscher Historiker, Journalist und Publizist.

## Leben
Lohse wuchs in Frankfurt am Main, Dortmund und Bonn auf. Nach dem Abitur leistete er Wehrdienst bei der Bundeswehr und studierte dann Geschichte, Politikwissenschaft und Romanische Philologie an der Rheinischen Friedrich-Wilhelms-Universität Bonn. Bei Hans-Peter Schwarz wurde er an der Universität zu Köln mit der Dissertation Östliche Lockungen und westliche Zwänge. Paris und die deutsche Teilung 1949 bis 1955 zum Dr. phil. promoviert; die Dissertation verfasste er in Paris und München.
Er ging zunächst zum Deutschlandfunk und im Anschluss als Volontär zur Frankfurter Allgemeinen Zeitung. Seit 1994 ist er Redakteur in der politischen Nachrichtenredaktion der FAZ, Stationen führten ihn nach Bonn und Berlin. 2003/04 war er Berliner Büroleiter der Frankfurter Allgemeinen Sonntagszeitung. Von 2004 bis 2008 war er Vorstandsmitglied der Bundespressekonferenz.
Gemeinschaftlich mit Markus Wehner schrieb er 2011 eine Biografie über den deutschen Politiker Karl-Theodor zu Guttenberg, 2012 über den SPD-Finanzminister Peer Steinbrück. 2024 zog er in dem Buch Die Täuschung eine kritische Bilanz der 16 Regierungsjahre von Kanzlerin Angela Merkel.
Lohse ist verheiratet und hat zwei Kinder.

## Schriften (Auswahl)
- Östliche Lockungen und westliche Zwänge. Paris und die deutsche Teilung 1949 bis 1955 (= Studien zur Zeitgeschichte. Bd. 46). Oldenbourg, München 1995, ISBN 3-486-56121-9 (zugleich Dissertation Universität zu Köln).
- mit Markus Wehner: Rosenkrieg. Die große Koalition 2005–2009. Fackelträger, Köln 2009, ISBN 978-3-7716-4393-5.
- mit Markus Wehner: Guttenberg. Biographie. Droemer, München 2011, ISBN 978-3-426-27554-2.
- mit Markus Wehner: Steinbrück. Biographie. Droemer, München 2012, ISBN 978-3-426-27593-1.
- Die Täuschung: Angela Merkel und ihre Deutschen. dtv, München 2024, ISBN 978-3423284424.

## Preise und Auszeichnungen (Auswahl)
- Medium Magazin: Preisträger 2011: „Journalisten des Jahres“: Eckart Lohse gemeinschaftlich mit Markus Wehner